# Birnin Kebbi
Birnin Kebbi és una ciutat de Nigèria, capital de l'estat de Kebbi. La seva població estimada és de 125.594 habitants. És capçalera d'una àrea de govern local (LGA) amb 268.420 habitants (2006).
La població és de majoria haussa i fulani i gairebé tots musulmans. Antic establiment dels kebbawa, subgrup haussa, fou ocupada per Muhammad Kanta, el fundador del regne de Kebbi, el 1516; formà part després del regne de Kebbi que era un dels banza bakwai (el set estats hausses il·legítims) que s'estenia pel que avui és el nord-oest de Nigèria i el sud-oest del Níger. Conflictes interns van portar al rei de Kebbi, Tomo, a traslladar la seva capital de Surame, 100 km al nord-est, a Birnin Kebbi vers 1700. La ciutat va seguir sent la capital de Kebbi fins al 1805, quan va ser cremada en la gihad Fulani ("guerra santa") per Abdullahi dan Fodio, germà del líder de la gihad (Usman Dan Fodio) i que fou després emir de Gwandu. Després Birnin Kebbi es va incorporar a l'emirat fulani de Gwandu el 1831, i es va eclipsar la seva importància política enfront de la ciutat de Gwandu (Gando) a 48 quilòmetres a l'est, i com a centre de caravanes i mercat a la vora del riu fou eclipsada per Jega, a 32 km al sud-est, que es trobava al capdavant de la navegació pel riu Zamfara, un afluent del riu Sokoto. Irònicament, mentre Argungu a prop de 50 quilòmetres al nord-est, es va convertir en la seu tradicional de l'ara emir de Kebbi el 1827, Birnin Kebbi va esdevenir la seu de l'emirat de Gwandu quan l'emir Haliru es va establir allí el 1906. Birnin Kebbi va esdevenir també la capital de l'estat nigerià de nova creació de Kebbi el 1991.
Birnin Kebbi ha disminuït com a port fluvial a causa de la sedimentació, així com les condicions polítiques; ara serveix com un punt de recollida per al tabac, cacauets (maní), i l'arròs, i com un important centre de mercat local en el mill, la melca, l'arròs, el peix, cabres, bestiar, pells i cotó. És el lloc d'una universitat politècnica de l'estat i una estació d'arròs d'investigació del govern.